# Campeonato Carioca de Futebol de 1915
O Campeonato Carioca de Futebol de 1915 foi o décimo primeiro campeonato de futebol do Rio de Janeiro. A competição foi organizada pela Liga Metropolitana de Sports Athleticos (LMSA). O Flamengo somou mais pontos e sagrou-se bicampeão.
No dia 18 de julho de 1915 o Fluminense vence o America na rua Campos Salles por 2 x 1, quando o arbitro anula um gol legitimo dos rubros. A torcida da casa revoltada invade o gramado e o juiz, coagido , valida o tento.[carece de fontes?] O Correio da Manhã do dia seguinte critica: "Afinal quem manda em campo? O publico ou o arbitro?"...pergunta o Jornal. A partida foi anulada e voltaram a se enfrentar em campo neutro, dessa vez na rua General Severiano. A vitória do America por 5 x 3  afasta o Fluminense da briga pelo título, confirmando o Flamengo como campeão.
O título veio com uma grande vitoria sobre o Bangu por 5 x 1 em 31 de outubro de 1915 na inauguração do estadio na rua Paysandu que erguera arrendado a família Guinle.
Foi com a conquista do bicampeonato carioca de futebol que o rubro-negro começou a ganhar a simpatia dos remadores, antes avessos ao esporte.
Flamengo: Baena, Pindaro e Nery; Curiol, Héctor Parra e Gallo, Sidney Pullen, Borgerth, Riemer, Paulo Buarque e Raul de Carvalho.
Tecnico: Ground commitee encabeçado por Alberto Borgerth.

## Primeira divisão

### Clubes participantes
Esses foram os clubes participantes:
- America Football Club, do bairro da Tijuca, Rio de Janeiro
- Bangu Athletic Club, do bairro do Bangu, Rio de Janeiro
- Botafogo Football Club, do bairro de Botafogo, Rio de Janeiro
- Club de Regatas do Flamengo, do bairro do Flamengo, Rio de Janeiro
- Fluminense Football Club, do bairro das Laranjeiras, Rio de Janeiro
- Rio Cricket and Athletic Association, do bairro de Praia Grande, Niterói
- São Christóvão Athletico Club, do bairro de São Cristóvão, Rio de Janeiro

### Classificação final
| Classificação | Classificação  | Classificação | Classificação | Classificação | Classificação | Classificação | Classificação | Classificação | Classificação |
| Pos           | Time           | PG            | J             | V             | E             | D             | GP            | GS            | SG            |
| ------------- | -------------- | ------------- | ------------- | ------------- | ------------- | ------------- | ------------- | ------------- | ------------- |
| 1             | Flamengo       | 20            | 12            | 8             | 4             | 0             | 35            | 11            | +24           |
| 2             | Fluminense     | 18            | 12            | 8             | 2             | 2             | 42            | 21            | +21           |
| 3             | America        | 17            | 12            | 8             | 1             | 3             | 44            | 15            | +29           |
| 4             | Botafogo       | 12            | 12            | 5             | 2             | 5             | 24            | 24            | 0             |
| 5             | São Christóvão | 7             | 12            | 3             | 1             | 8             | 18            | 36            | -18           |
| 5             | Bangu          | 6             | 12            | 3             | 0             | 9             | 23            | 45            | -22           |
| 7             | Rio Cricket    | 4             | 12            | 2             | 0             | 10            | 13            | 47            | -34           |

### Partidas
Essas foram as partidas realizadas:

### Primeiro turno
| 2 de maio | Flamengo                      | 2 – 2[a] | Rio Cricket      | Estádio de General Severiano, Rio de Janeiro |
|           | Paulo Buarque · Sidney Pullen |          | Mason · Challies |                                              |

| 3 de maio | São Cristóvão | 1 - 3 | Fluminense                        | Laranjeiras |  |
|           | Rollo         |       | Carlos Alberto · Welfare · Ernâni |             |  |

| 9 de maio | Fluminense | 0 - 5 | Flamengo                                              | Laranjeiras |
|           |            |       | , Riemer · Borgerth · Sidney Pullen · Orlando Bahiano |             |

| 9 de maio | Rio Cricket | 0 - 3 | Botafogo                    | Icarahy |
|           |             |       | , Mimi Sodré · Luiz Menezes |         |

| 13 de maio | Botafogo   | 1 - 0 | America FC | Estádio de General Severiano |
|            | Mimi Sodré |       |            |                              |

| 16 de maio | Fluminense  | 3 - 1 | Rio Cricket | Laranjeiras |  |
|            | , Welfare · |       | Challies    |             |  |

| 16 de maio | Bangu | 0 - 5 | America FC                                            | Campo da Rua Ferrer |
|            |       |       | , Belfort Duarte · Haroldo · Gabriel · Álvaro Cardozo |                     |

| 23 de maio | São Cristóvão | 0 - 5 | Flamengo                               | Laranjeiras |
|            |               |       | , Riemer · Borgerth · Raul de Carvalho |             |

| 23 de maio | Bangu                   | 3 - 5 | Fluminense                                          | Campo da Rua Ferrer |  |
|            | , French · Augusto Leão |       | , Barthô · Welfare · Carlos Alberto · Oswaldo Gomes |                     |  |

| 30 de maio | Flamengo          | 2 - 1 | Botafogo             | Estádio de General Severiano |  |
|            | Borgerth · Riemer |       | Edgard Pessoa 'Gagá' |                              |  |

| 30 de maio | Rio Cricket | 0 - 8 | America                              | Icarahy |
|            |             |       | , Álvaro Cardozo · , Haroldo · Ojeda |         |

| 13 de junho | Rio Cricket | 3 - 1 | Bangu | Icarahy |  |
|             | -           |       | -     |         |  |

| 13 de junho | America                          | 3 - 1 | São Cristóvão | Estádio da Rua Campos Sales |  |
|             | Belfort Duarte · Ojeda · Haroldo |       | Alípio Ratton |                             |  |

| 4 de julho | Bangu                                          | 8 - 2 | São Cristóvão | Campo da Rua Ferrer |  |
|            | , Patrick · , Augusto Leão · French · Collinge |       | , Sylvio      |                     |  |

| 4 de julho | Fluminense      | 2 - 2 | Botafogo           | Laranjeiras |  |
|            | Couto · Welfare |       | Abelardo de Lamare |             |  |

| 11 de julho | America         | 2 - 4 | Flamengo                                    | Estádio da Rua Campos Sales |  |
|             | Ojeda · Gabriel |       | , Riemer · Raul de Carvalho · Sidney Pullen |                             |  |

| 11 de julho | São Cristóvão | 0 - 3 W.O[b] | Rio Cricket | Laranjeiras |  |
|             | -             |              | -           |             |  |

| 18 de julho | Botafogo                            | 4 - 1 | Bangu    | Estádio de General Severiano |  |
|             | Luiz Menezes · Aluizio · Mimi Sodré |       | Collinge |                              |  |

| 18 de julho | America | 2 - 2[c] | Fluminense | Estádio da Rua Campos Sales |  |
|             | -       |          | -          |                             |  |

| 25 de julho | Botafogo                  | 3 - 1 | São Cristóvão | Estádio de General Severiano |  |
|             | Luiz Menezes · Trompowski |       | Sylvio        |                              |  |

| 25 de julho | Bangu | 0 - 4 | Flamengo                                          | Campo da Rua Ferrer |
|             |       |       | Sidney Pullen · Riemer · Paulo Buarque · Borgerth |                     |

- a. ^ O Flamengo ganhou os pontos porque o Rio Cricket utilizou irregularmente o jogador E. Calvert, que ainda não tinha o necessário tempo de inscrição (30 dias) na Liga Metropolitana.
- b. ^ O São Cristóvão não compareceu ao jogo por contar com apenas 6 jogadores no elenco após uma violenta partida contra o Bangu, que culminou em graves contusões em seus atletas.
- c. ^ Jogo interrompido por invasão de campo e anulado pela liga. O confronto foi remarcado para 1 de novembro de 1915.

### Premiação
| Campeonato Carioca de 1915     |
| Rio de Janeiro                 |
| ------------------------------ |
| FLAMENGO Bicampeão (2º título) |

### Prova eliminatória
O Rio Cricket, por ter ficado em último lugar, deveria jogar uma partida eliminatória contra o campeão da 2ª divisão, o Andarahy, para decidir se permaneceria na 1ª divisão do campeonato em 1916. A equipe de Niterói disputou os jogos contra o Andarahy e perdeu. Como perdeu a Prova eliminatória e os seus principais jogadores, que eram ingleses, foram para seu país lutar na Primeira Guerra Mundial, o Rio Cricket preferiu abandonar a Liga, só ocorreu em 16 de maio de 1917.